# Função limitada
Em matemática, uma função é dita limitada se sua imagem é um conjunto limitado. Analogamente, dizemos que uma função é ilimitada quando ela não é limitada.

## Função real limitada
Uma função real {\displaystyle f:D\to \mathbb {R} } é limitada se existe uma constante {\displaystyle M\geq 0} tal que:
{\displaystyle |f(x)|\leq M,~~\forall x\in D}
Além disso, dizemos que {\displaystyle f} é uma função limitada superiormente quando existe {\displaystyle M\in \mathbb {R} } tal que:
{\displaystyle f(x)\leq M,\quad \forall x\in D}.
Analogamente, dizemos que {\displaystyle f} é limitada inferiormente quando existe {\displaystyle m\in \mathbb {R} } tal que:
{\displaystyle m\leq f(x),\quad \forall x\in D}.
Desta forma, podemos observar que uma função real é limitada quando for simultaneamente limitada superiormente e inferiormente. Analogamente, uma função real é ilimitada quando for ilimitada superiormente ou inferiormente.

## Propriedades
Sejam duas funções {\displaystyle f} e {\displaystyle g} de contra-domínio real. Se {\displaystyle f} é limitada, e se {\displaystyle \lim _{x\rightarrow a}g(x)=0}, então {\displaystyle \lim _{x\rightarrow a}f(x)g(x)=0}.
Demonstração
Suponhamos que {\displaystyle g} é uma função não-negativa. Se {\displaystyle g\equiv 0} não há nada mais a fazer. Se {\displaystyle g} é positiva, temos que como {\displaystyle f} é limitada, então existe {\displaystyle M\in \mathbb {R} }, {\displaystyle M\geq 0} tal que {\displaystyle |f(x)|\leq M}. Segue que:
{\displaystyle -M\leq f(x)\leq M} e assim {\displaystyle -Mg(x)\leq f(x)g(x)\leq Mg(x)}.
Logo:
{\displaystyle \lim _{x\rightarrow a}-Mg(x)\leq \lim _{x\rightarrow a}f(x)g(x)\leq \lim _{x\rightarrow a}Mg(x)}
{\displaystyle -M\lim _{x\rightarrow a}g(x)\leq \lim _{x\rightarrow a}f(x)g(x)\leq M\lim _{x\rightarrow a}g(x)}
{\displaystyle 0\leq \lim _{x\rightarrow a}f(x)g(x)\leq 0}
Assim, pelo teorema do confronto, {\displaystyle \lim _{x\rightarrow a}f(x)g(x)=0}. O caso de {\displaystyle g} negativa segue raciocínio análogo.

## Observação
- Note que um funcional linear nunca é limitado neste sentido. O termo funcional linear limitado é um funcional que leva conjuntos limitados em conjuntos limitados.